# Farahabad-Komplex

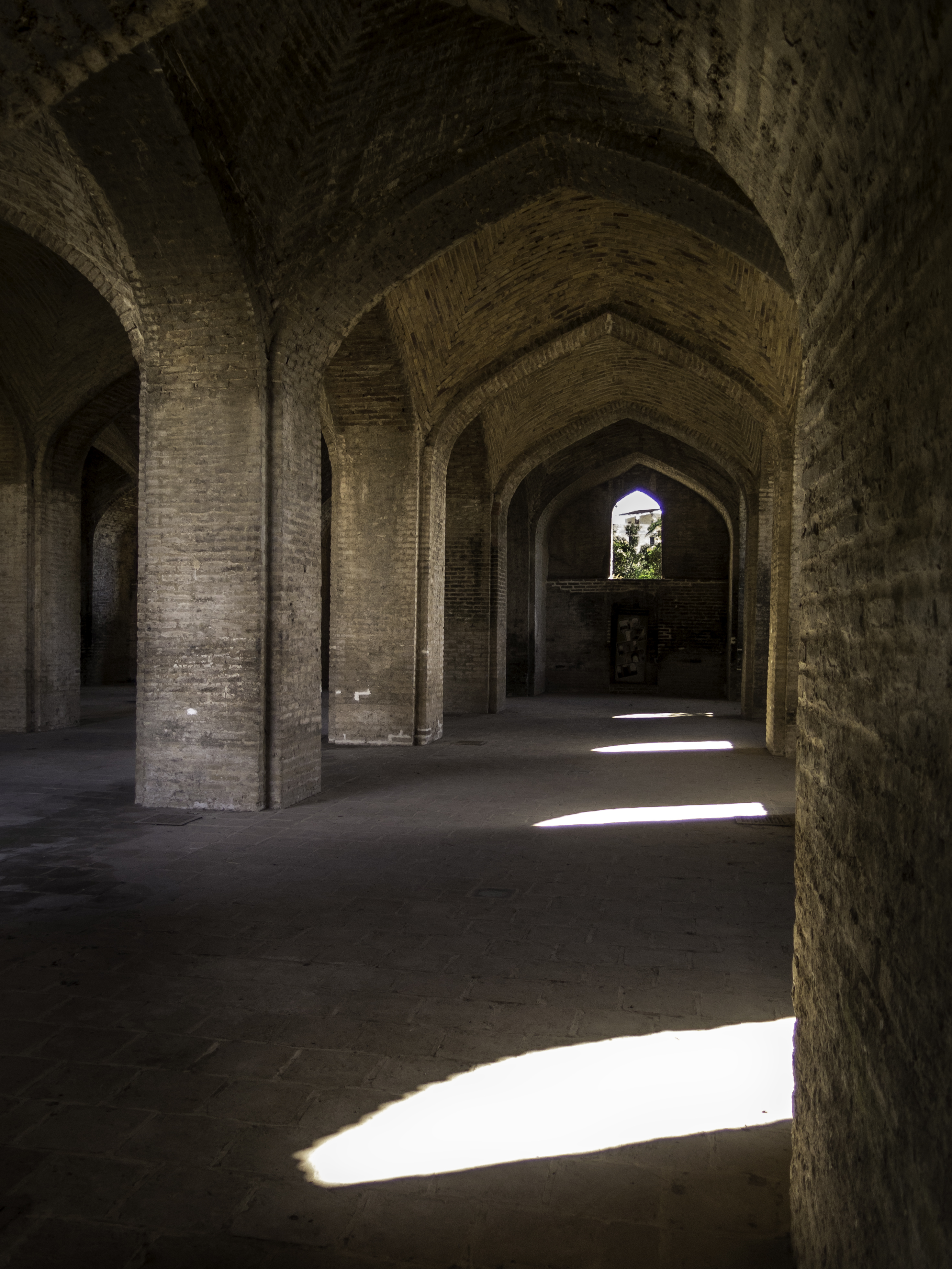

Der Farahabad-Komplex besteht aus einer Gruppe von Denkmälern, die als Überreste der Altstadt von Faraḥābād am Kaspischen Meer in der nordiranischen Provinz Mazandaran erhalten sind. Der Komplex wurde während der Regierungszeit von Abbas I. erbaut.

## Geschichte

### Moschee
Im Komplex Faraḥābād, der 1668 vom Kosaken Stenka Razin zerstört wurde, befinden sich heute eine Siedlung, der Palastbezirk, eine Moschee, ein Bad und eine Brücke über die Tajandrūd. Das bedeutendste Baudenkmal ist die aus Ziegeln erbaute Jameh-Moschee. Das Hauptportal öffnet sich trotz seiner Ausrichtung nach Mekka schräg zum Innenhof und ist offensichtlich an ein bereits vorhandenes Straßennetz angepasst. Die Moschee umfasst eine Gesamtfläche von 62,50 m2. Der Innenhof der Moschee mit einem Wasserbecken in der Mitte misst 46,50 × 31 m. Der Südflügel umschließt die 16 m hohe, große zentrale Kuppelkammer, die die vierschiffige Halle flankiert. Diese Moschee wurde etwa zeitgleich mit der Haupthofmoschee in Isfahan, der Schah-Moschee (Masjed-e Šāh, Masjed-e Emām), gebaut; sie ist zwar kleiner, hat aber einen ähnlichen Grundriss.

### Bad
Sowohl im Nordosten, neben der Moschee, als auch am südwestlichen Ende der Brücke sind Badeeinrichtungen zu erkennen; die neben der Moschee muss vollständig zerstört worden sein und ist heute kaum noch als Safavid-Bad zu identifizieren, während die an der Brücke aus einem späteren Zeitpunkt stammt.

### Brücken
Am Südufer des Tajandrūd sind noch zwei Bögen der Brücke erhalten; sechs weitere Stützen liegen auf dem Flussbett unter Wasser. Alle Stützen wurden auf einen Dammfuß gesetzt. Die Länge der Brücke kann nicht mehr festgelegt werden, denn der Flusslauf hat sich so verschoben, dass sich die Linie des Nordufers stark verändert hat. Mit ihren halbkreisförmigen, flussaufwärts gerichteten Wasserläufen ähnelt die Brücke sowohl im Bau als auch im Plan der Safavid-Brücken aus dem 17. Jahrhundert. Sie war 6 m breit und trug die Straße über den Fluss in Richtung Qara Tepe und Šāh Kīla.

## Galerie

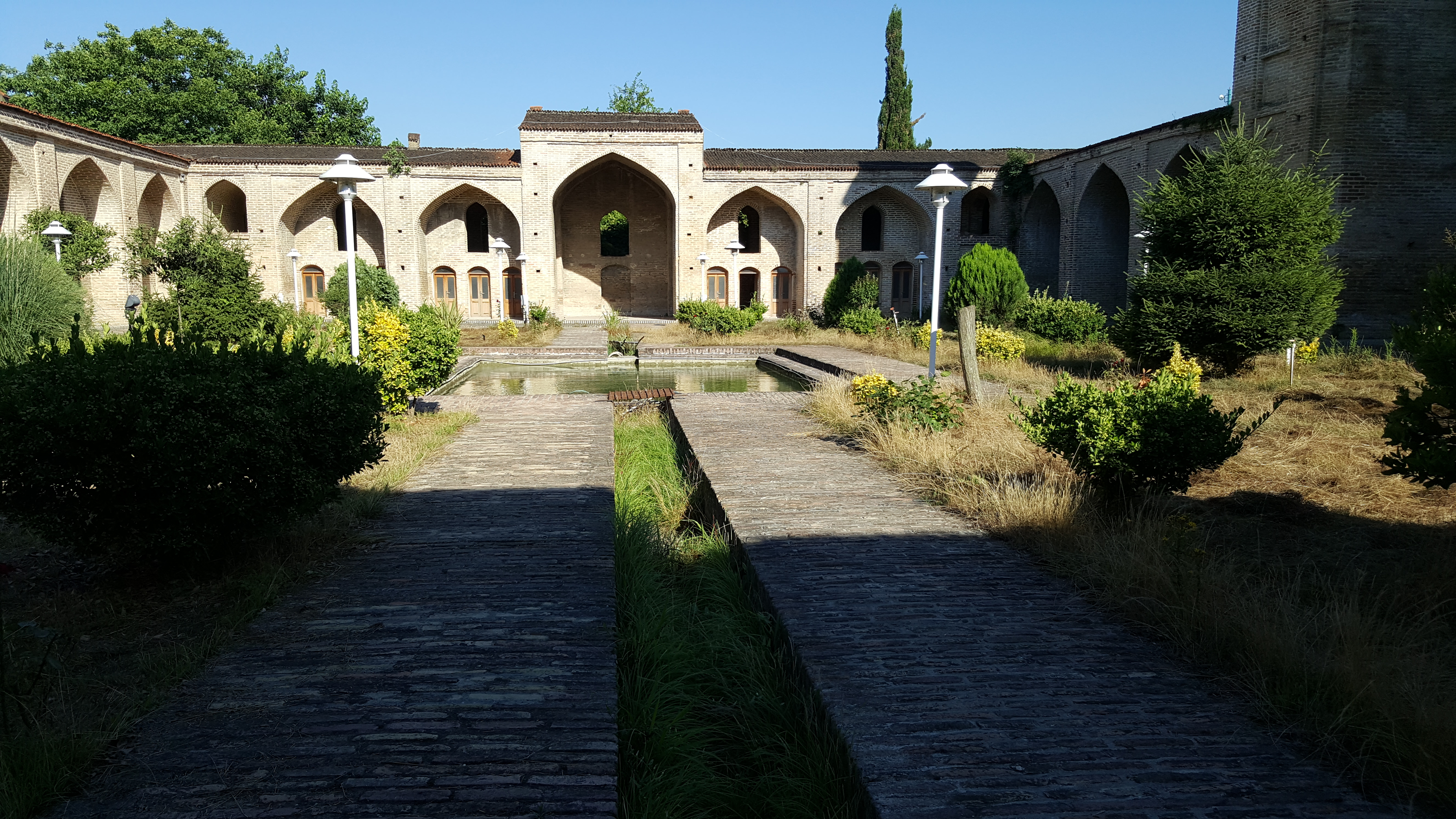
Jameh-Moschee
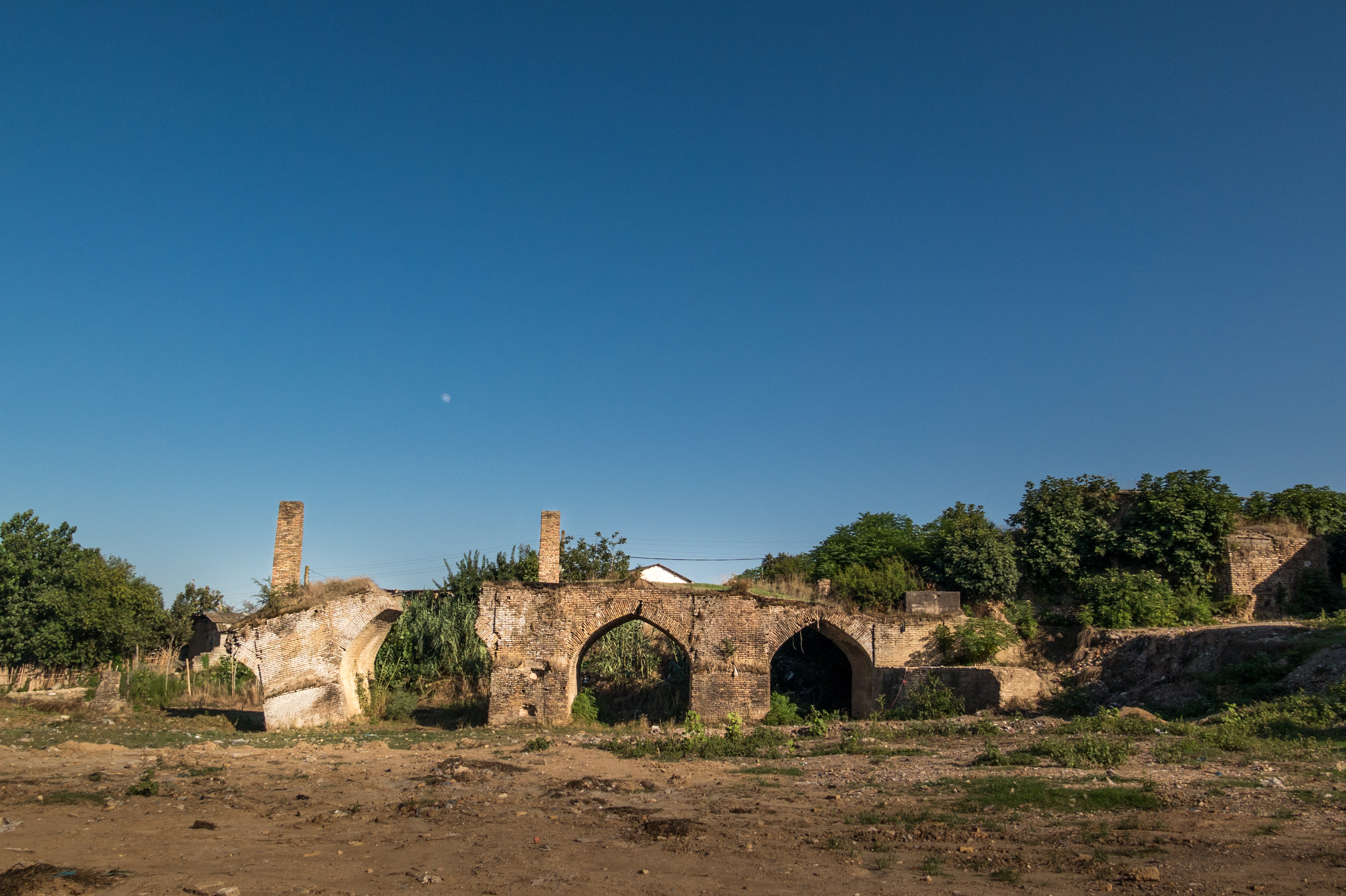
Farahabad-Brücke
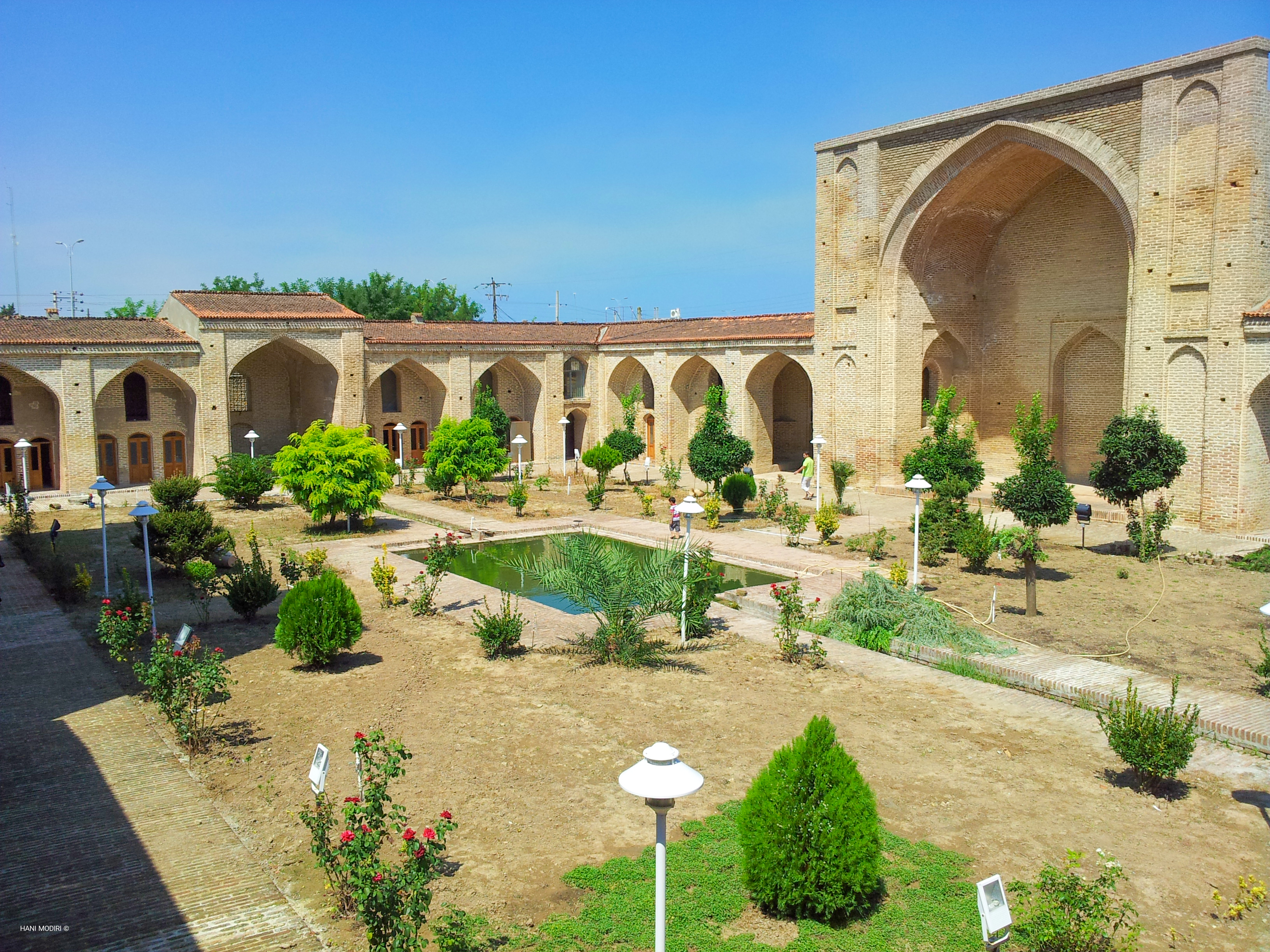
Jameh-Moschee
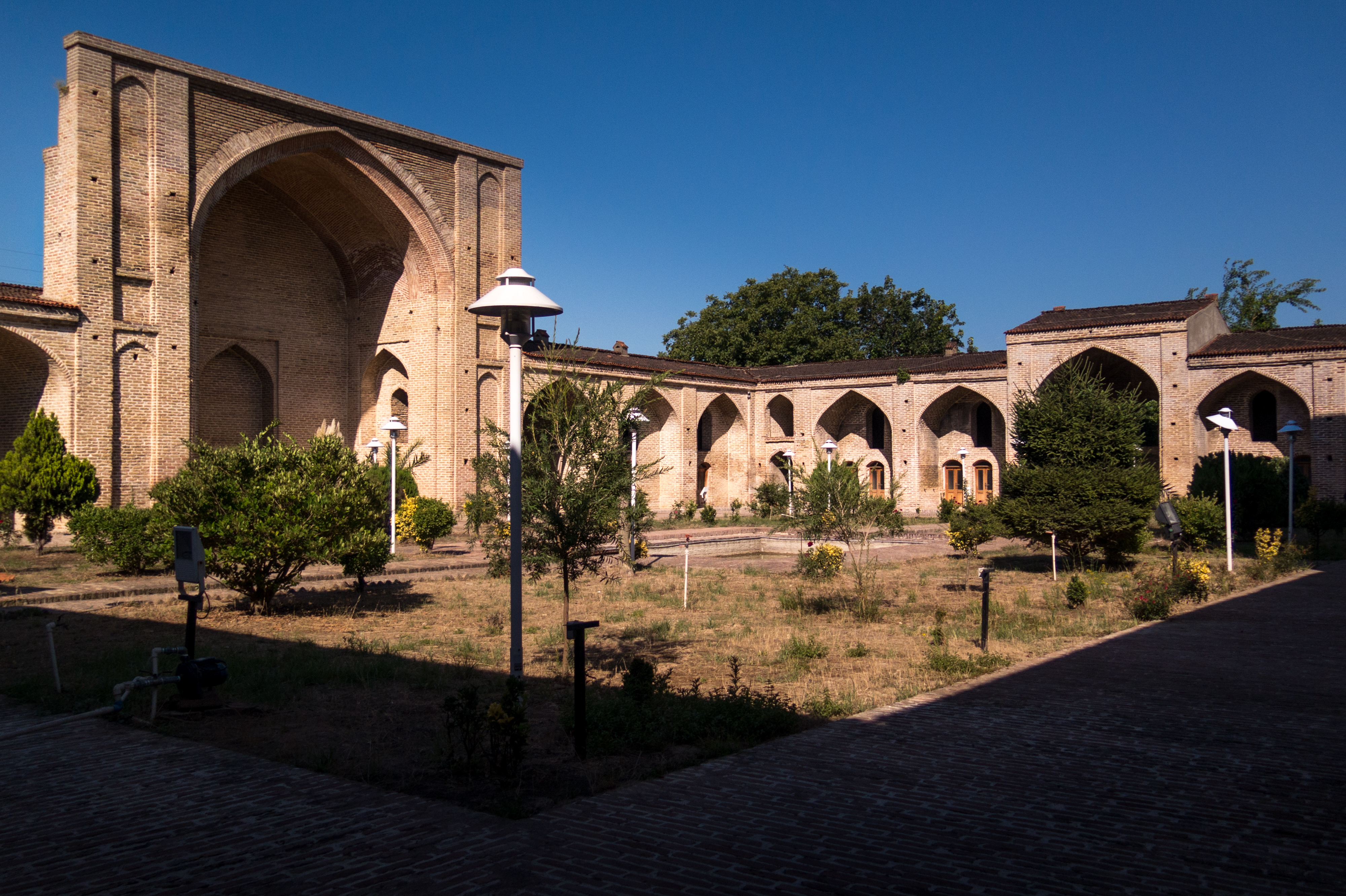
Jameh-Moschee
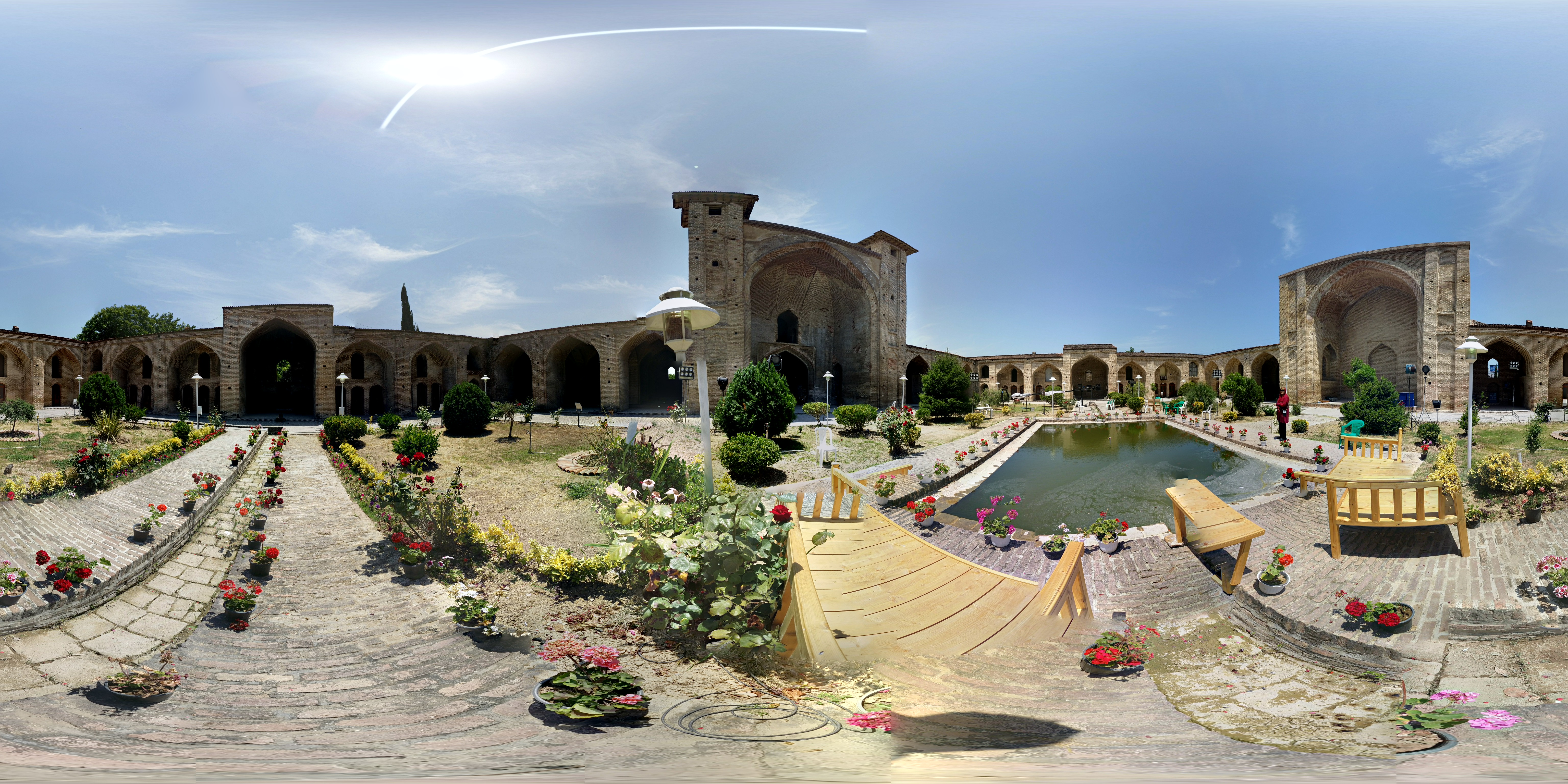
Jameh-Moschee, Panoramabild
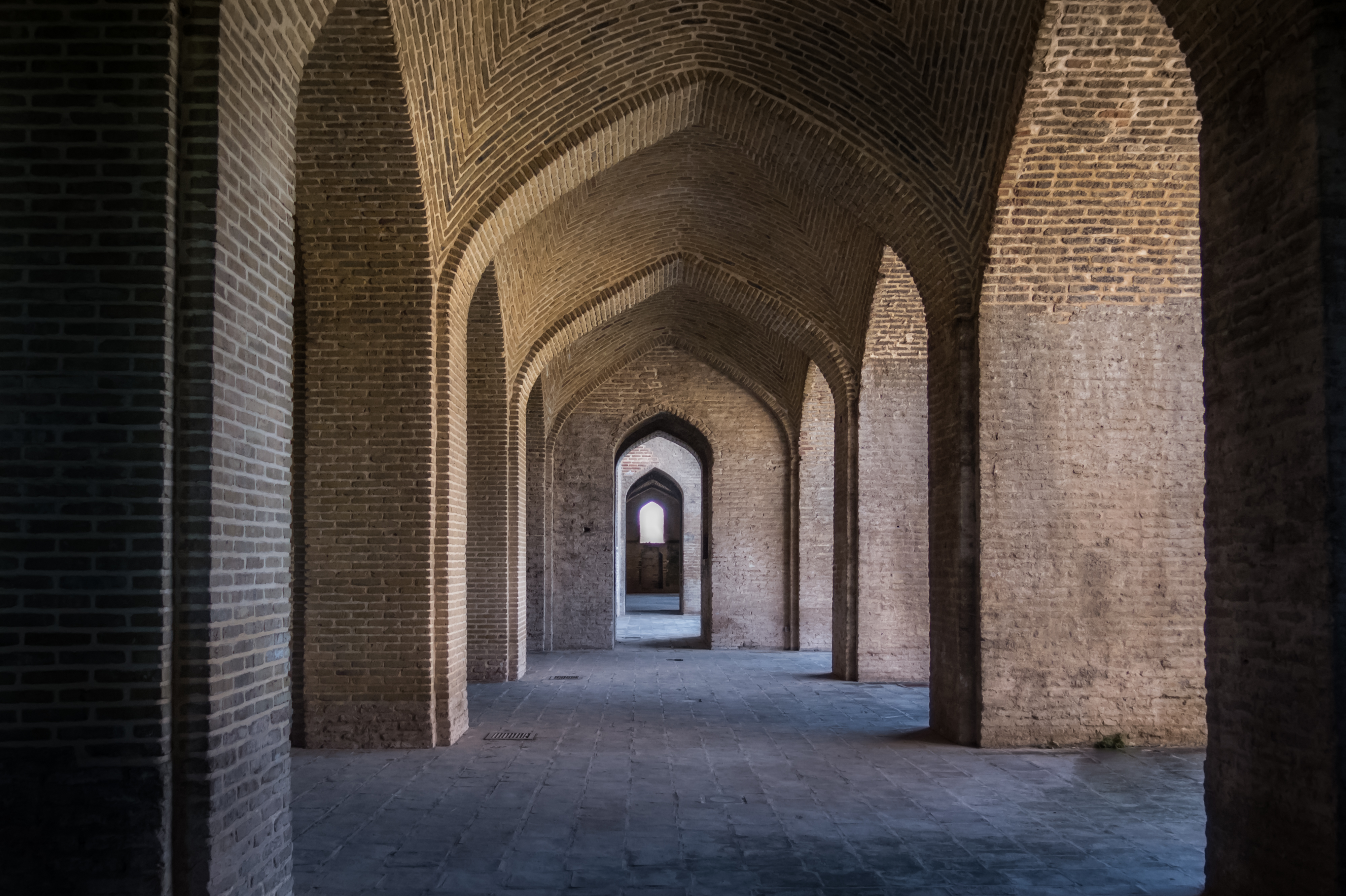
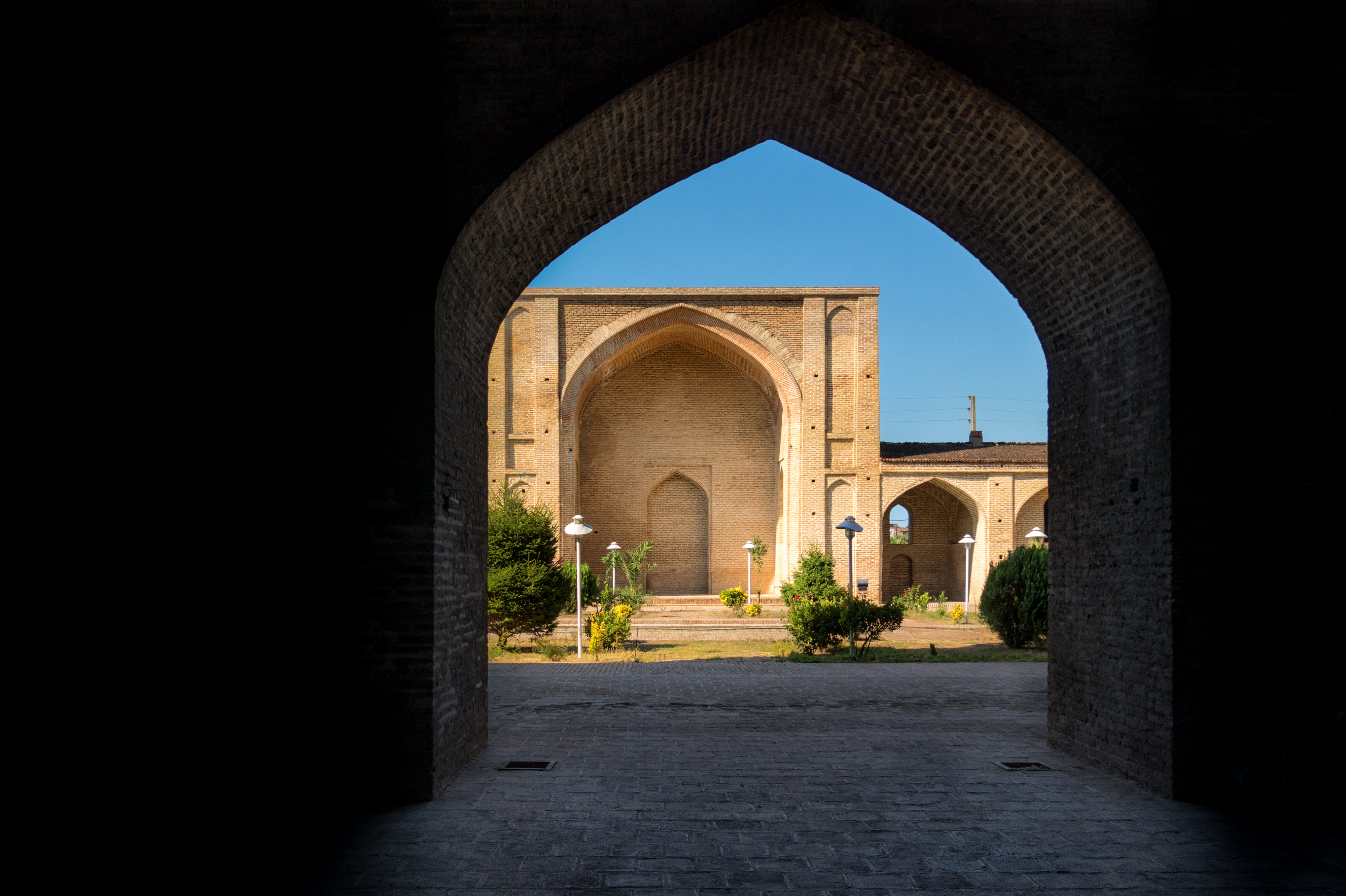
Jmeh-Moschee
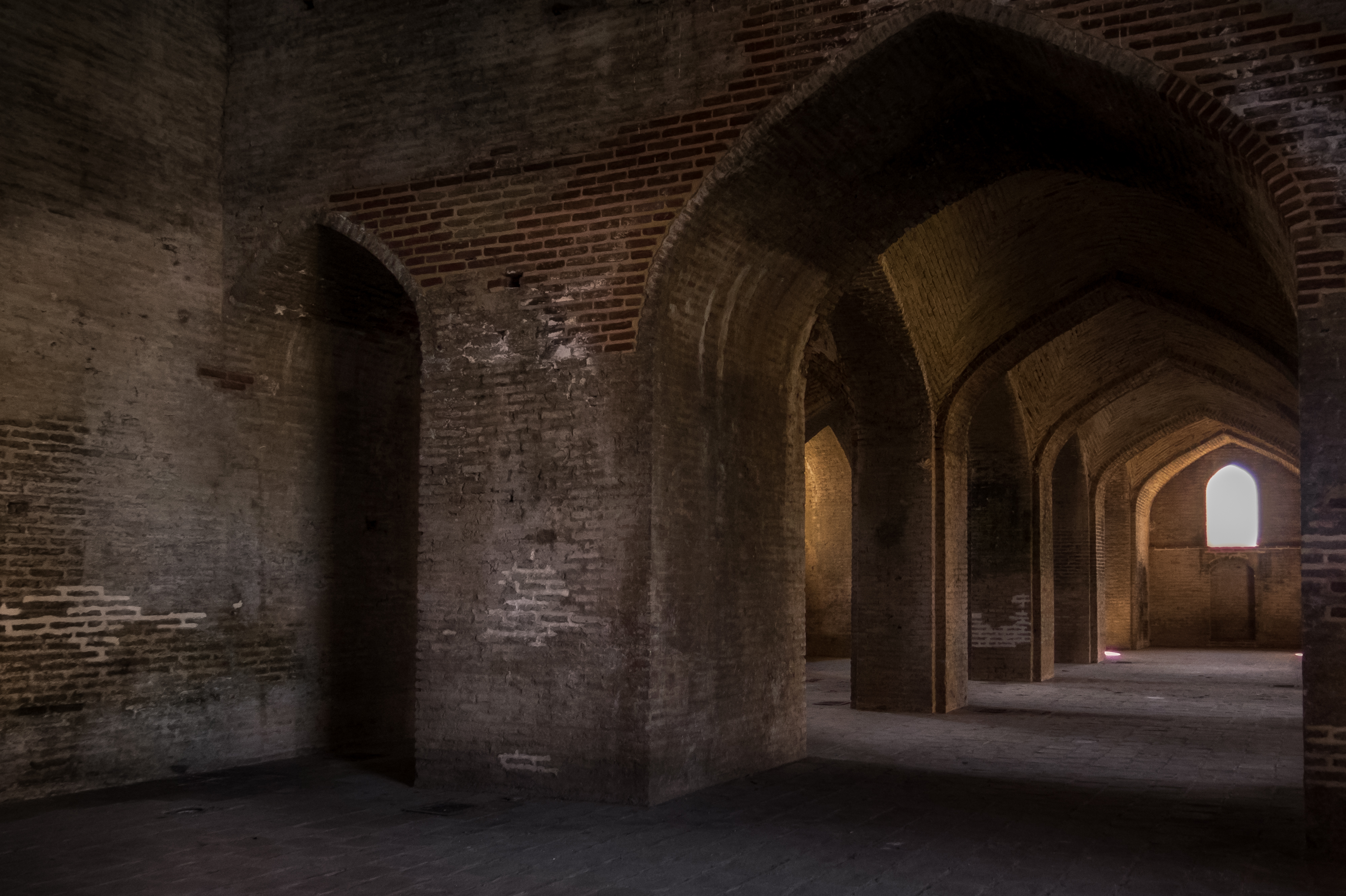
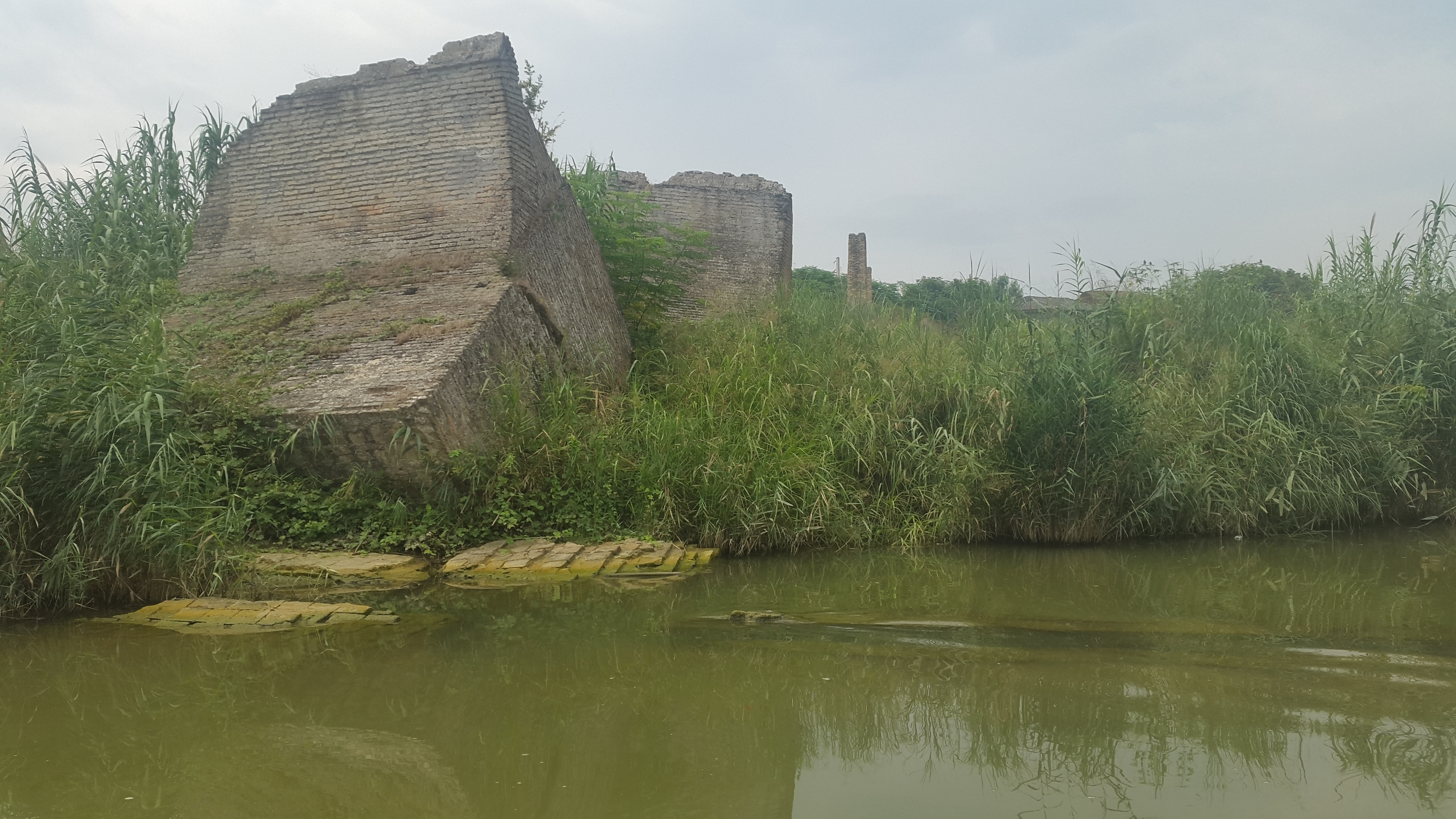
Überreste der Shah Abbasi Brücke am Tajan-Fluss
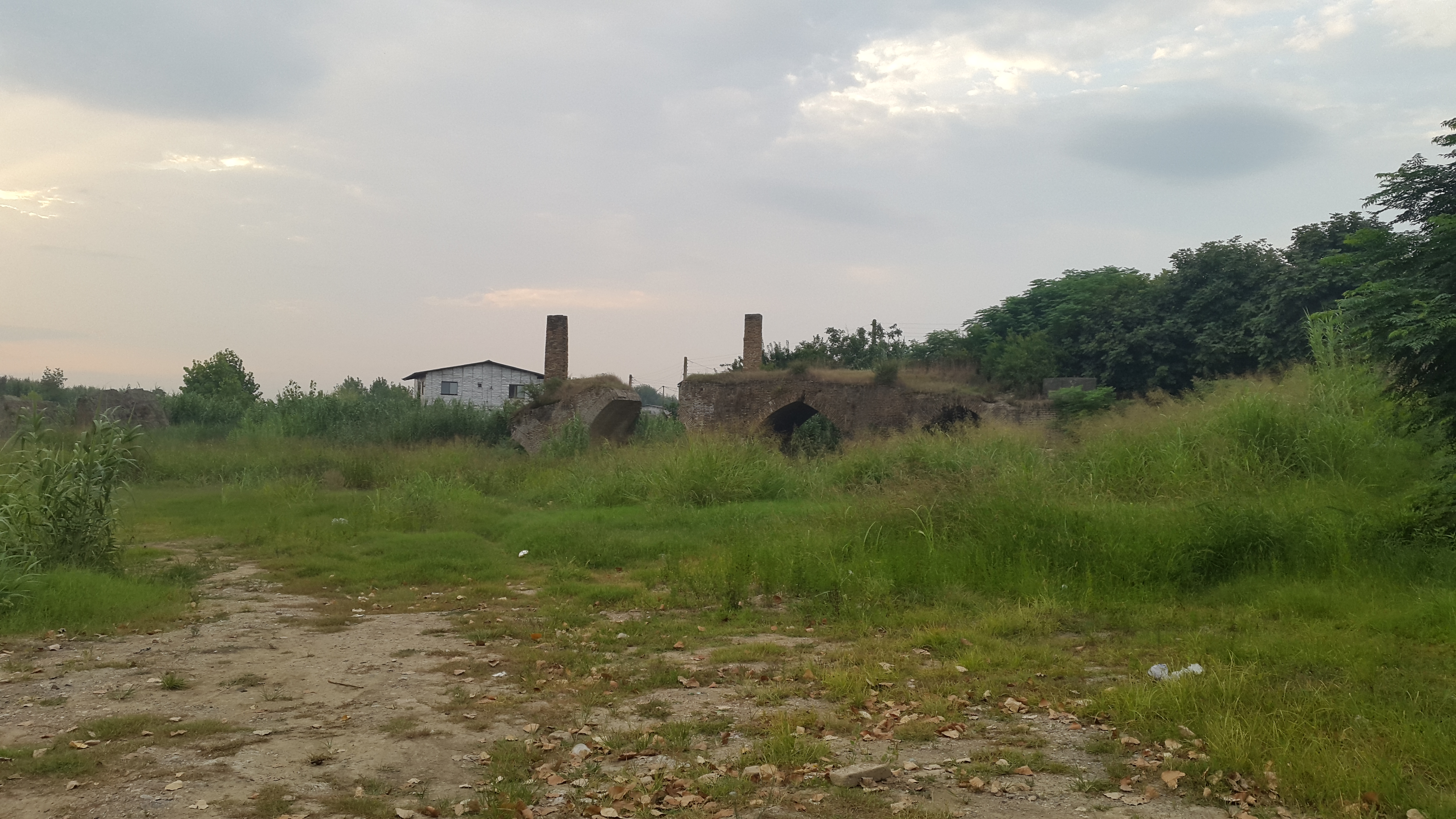
Überreste der Shah Abbasi-Brücke
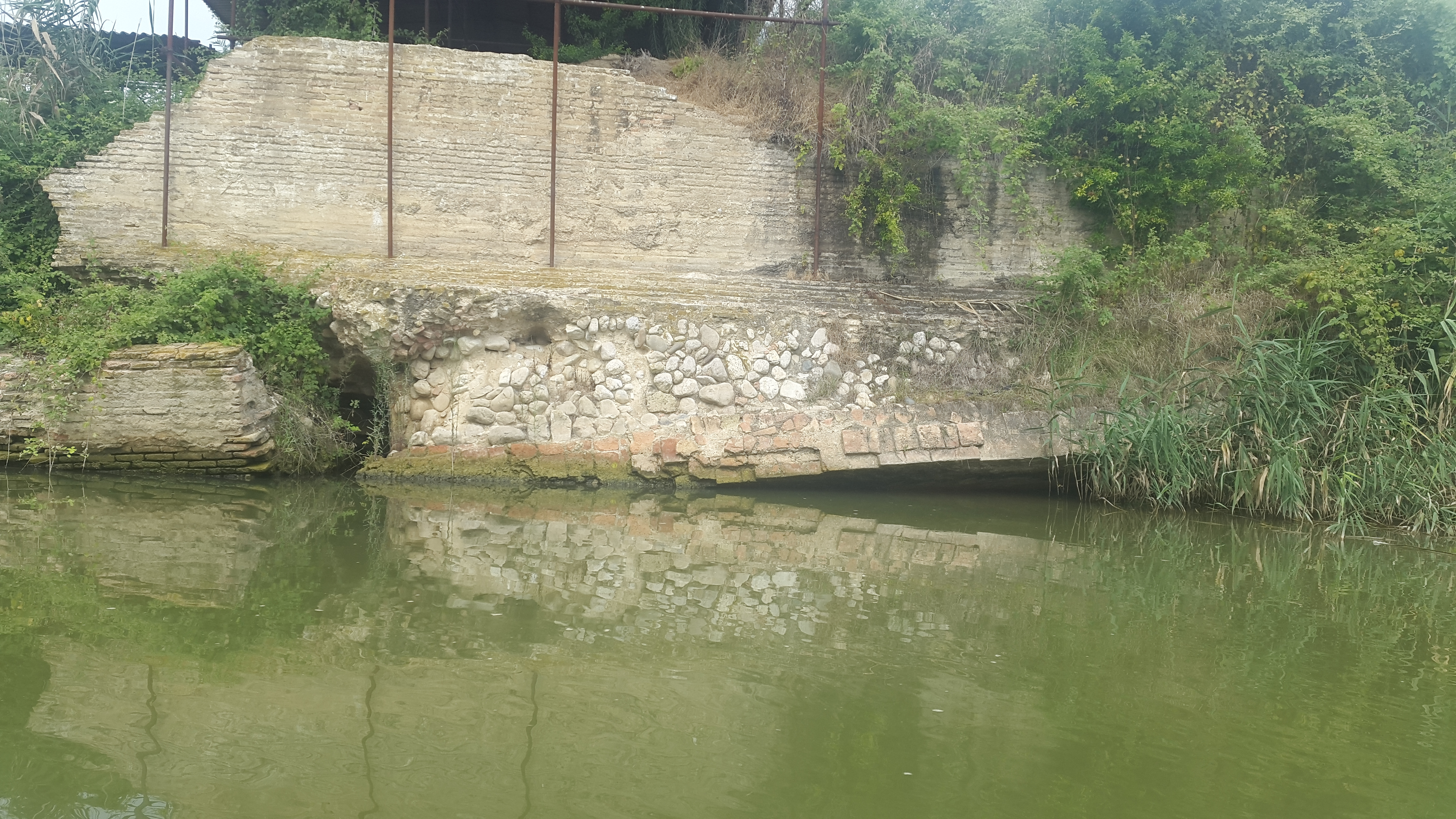
Grundpfeiler des Jahannama-Palastes in Tadschan – Farah Abad Sari
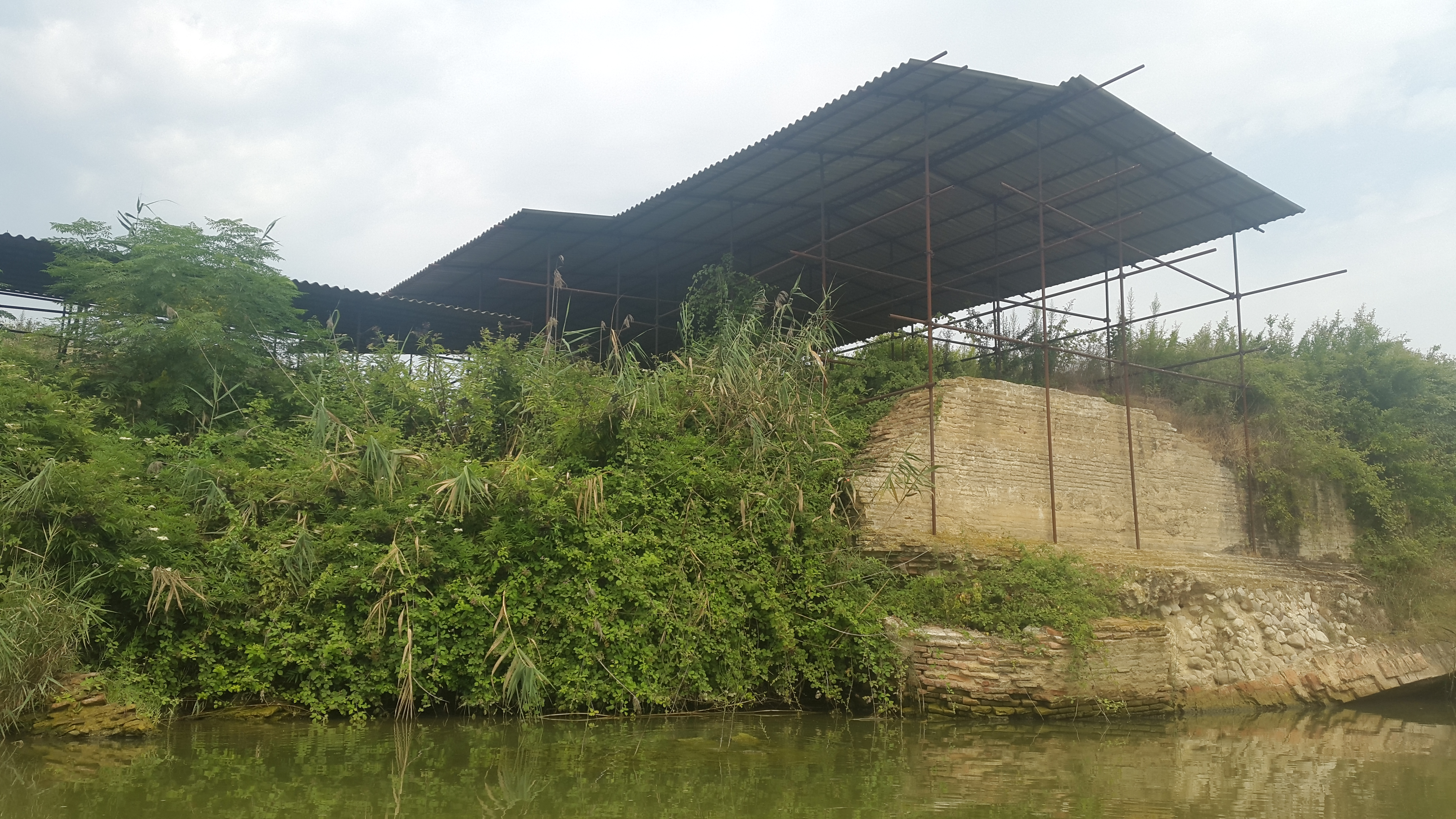
Jahannama Palast vom Fluss aus gesehen